# Marion (Cipro)

Carta degli antichi regni di Cipro

Marion era una delle dieci città-regno dell'antica Cipro. Si trovava nella parte nord-occidentale dell'isola, nella regione di Akamas, vicino all'attuale Polis Chrysochous. La città è citata da Strabone e Plinio il Vecchio nelle loro opere.

## Storia
La città fu fondata nel VII secolo a.C., si sviluppò e si arricchì grazie alle vicine miniere di rame e oro. Aveva anche un porto da dove venivano esportati oro, rame e legname del Troodos. L'odierna Latchi è costruita sulle fondamenta dell'antico porto, i cui resti sono ancora oggi visibili.
Nel 450 a.C. la città fu liberata dal generale ateniese Cimone. Cimone aveva condotto una campagna a Cipro dopo la rivolta di Onesilio, nel tentativo di ristabilire la supremazia ateniese nel Mediterraneo orientale. Marion fu distrutta nel 312 a.C. da Tolomeo I; in seguito gli abitanti costruirono la città di Arsinoe in una zona vicina.
Dalle testimonianze scritte e dalle monete ritrovate, si conoscono solo i seguenti re dell'antica Marion: Stasioikos I, Stasioikos II, Alessandro, Timocharis, Sasmash e Onasioikos.

## Scavi archeologici
Gli scavi archeologici nell'area furono condotti per la prima volta dalla Missione archeologica svedese tra il 1927 e il 1931, e, in seguito, dal Dipartimento delle Antichità di Cipro e, dal 1983, dall'Università di Princeton.
Nel 1971 A.E. Linder e Raban hanno condotto un'indagine solo sulle rovine dell'antico porto.